# Daïra d'Es Senia
La daïra d'Es-Senia (arabe: دائرة السانية) est une daïra d'Algérie située dans la Wilaya d'Oran et dont le chef-lieu est la ville éponyme d'Es-Senia.

## Localisation
La daïra d'Es-Senia est une circonscription administrative, située au sud d'Oran à la limite avec la wilaya de Aïn Témouchent.

## Communes de la daïra
La daïra d'Es Senia est constituée de trois communes :
- Es-Senia
- El Kerma
- Sidi Chami